# Џејсон Антун
Џејсон Алан Антун (енгл. Jason Allan Antoon; Санта Моника, 9. новембар 1971) је амерички телевизијски и филмски глумац.
Антун је најпознатији по улози техничара Ернија Малика у серији Морнарички истражитељи: Хаваји.